# Kelenken

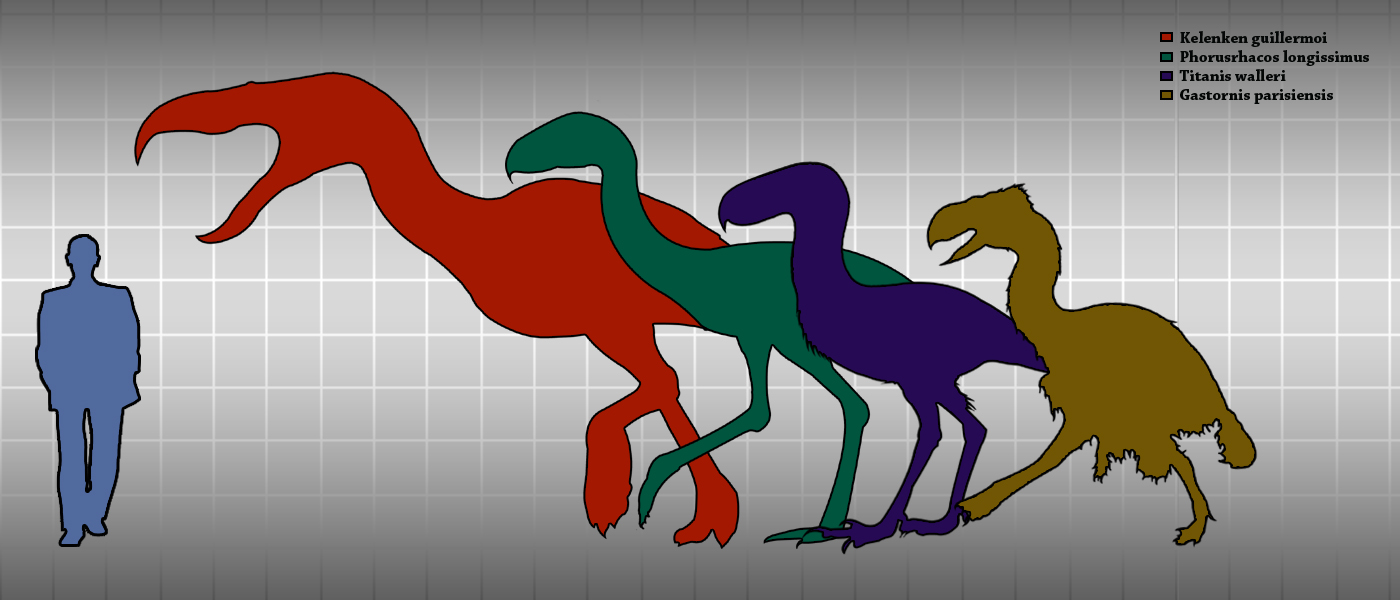
Porównanie wielkości kelenkena (czerwona sylwetka), fororaka, titanisa, gastornisa oraz człowieka

Kelenken – rodzaj dużych drapieżnych ptaków z wymarłej rodziny Phorusrhacidae, obejmującej również m.in. fororaka.
Gatunek typowy rodzaju, Kelenken guillermoi, został opisany przez Sarę Bertelli i współpracowników w 2007 roku, w oparciu o niemal kompletną czaszkę i kilka kości kończyn (BAR 3877-11) pochodzących z datowanych na środkowy miocen, około 15 milionów lat, osadów formacji Collón Curá w północno-zachodniej Patagonii. Osiągał prawdopodobnie ponad trzy metry wzrostu, miał też największą czaszkę spośród wszystkich znanych ptaków – mierzyła ponad 71 cm długości. Nazwa rodzajowa Kelenken odnosi się do straszliwego ducha z wierzeń plemienia Indian Tehuelczów.